# Mário Teixeira Gurgel
Dom Mário Teixeira Gurgel SDS (Iguatu, 22 de outubro de  1921 — Belo Horizonte, 16 de setembro de 2006), era um religioso da Sociedade do Divino Salvador, bispo católico, segundo bispo de Itabira-Fabriciano.

## Biografia

### Juventude
Dom Mário nasceu em Iguatu, Ceará, filho de Ana Alda Teixeira e de Mário Gurgel Guedes. Sua irmã mais nova, Aldamira Guedes Fernandes (1923-2013), foi prefeita de Quixeramobim, Ceará, no início da década de 1960. Pelo lado paterno, Dom Mário é descendente da tradicional família Gurgel do Amaral. Já por parte de sua mãe, era primo do compositor e ex-deputado federal Humberto Teixeira.
Foi batizado no dia 5 de novembro de 1921, na Matriz de Sant'Ana, em sua cidade natal, pelas mãos do padre José Coelho de Figueiredo Rocha, recebendo na ocasião o nome de Jesus.
Foi admitido à Primeira Eucaristia no dia 28 de janeiro de 1928, na Matriz de Nossa Senhora da Conceição de Limoeiro do Norte, pelas mãos de seu tio, Monsenhor Vital Gurgel Guedes. Em 1931, ingressou no Seminário Salvatoriano de Jundiaí, São Paulo, e, em 1 de fevereiro de 1937, recebeu o hábito. Nessa ocasião adotou o nome de Mário Teixeira Gurgel, em homenagem a seu pai. Fez sua primeira profissão religiosa em 2 de fevereiro de 1938 e a profissão perpétua em novembro de 1942.
Por imposição das mãos de D. Jaime de Barros Câmara, foi ordenado sacerdote em 29 de junho de 1944, na Matriz de São Paulo Apóstolo, Rio de Janeiro. Trabalhou em várias paróquias, seminários, escolas e na Faculdade de Filosofia de Crato, no Ceará. Trabalhou também na direção de movimentos de apostolado leigo, especialmente da Legião de Maria.

## Episcopado
No dia 20 de fevereiro de 1967 o Papa Paulo VI nomeou o padre Mário Gurgel para a função de bispo auxiliar do Rio de Janeiro, com a sé titular de Sesta.  No dia 14 de maio do mesmo ano foi ordenado bispo pelas mãos de Dom Jaime Cardeal de Barros Câmara, Dom José Gonçalves da Costa e Dom Expedito Eduardo de Oliveira.
O Papa Paulo VI o nomeou bispo de Itabira no dia 26 de abril de 1971, função que exerceu até 15 de maio de 1996 quando renunciou ao munus episcopal por limite de idade.
Dom Mário foi membro da Comissão Episcopal de Pastoral do Leste 2, da Comissão do Departamento de Catequese, da Congregação para a Propagação da Fé, do Secretariado para a União dos Cristãos, do Secretaria para os Não-Cristãos, da Comissão Internacional de Catequese. O seu Lema era: Sicut qui ministrat  (Como quem serve).
Dom Mario faleceu em Itabira MG. na UTI do Hospital Nossa Senhora das Dores, hospital este de que foi provedor por muito anos, tendo sido o responsável principal para o HNSD se manter até hoje em funcionamento. Foi vítima de infecção generalizada e hemorragia interna.
Dom Mario está sepultado na cripta da Catedral Diocesana em Itabira, cidade que deve a ele muito do que ela possui, FUNCESI, HNSD, etc.

## Sucessão
Dom Mário Teixeira Gurgel é o segundo bispo de Itabira-Fabriciano, sucedeu a Dom Marcos Antônio Noronha e foi sucedido por Dom Lélis Lara.

## Ordenações episcopais
Dom Mário foi o principal celebrante da ordenação episcopal de Dom Lélis Lara, CSSR. Foi concelebrante das ordenações de Dom Cândido Lorenzo González, O. de M., Dom Vital João Geraldo Wilderink, O. Carm. e de Dom Valter Carrijo, SDS.